# Xã Midland, Quận Hand, Nam Dakota
Xã Midland (tiếng Anh: Midland Township) là một xã thuộc quận Hand, tiểu bang Nam Dakota, Hoa Kỳ. Năm 2010, dân số của xã này là 36 người.